# Gūrāb Zarmīkh
Gūrāb Zarmīkh (persiska: گوراب زرمیخ, Gūrāb Zarmakh) är en ort i Iran.   Den ligger i provinsen Gilan, i den nordvästra delen av landet, 260 km nordväst om huvudstaden Teheran. Gūrāb Zarmīkh ligger 23 meter över havet och antalet invånare är 4 183.
Terrängen runt Gūrāb Zarmīkh är platt åt nordost, men åt sydväst är den kuperad. Runt Gūrāb Zarmīkh är det ganska tätbefolkat, med 134 invånare per kvadratkilometer. Närmaste större samhälle är Fūman, 10,1 km sydost om Gūrāb Zarmīkh. Trakten runt Gūrāb Zarmīkh består till största delen av jordbruksmark.